# Frasnes-lez-Anvaing
Frasnes-lez-Anvaing (en picard Fraine-dilé-Anvegn) és un municipi belga de la província d'Hainaut a la regió valona. Està compost per les viles de Frasnes-lez-Anvaing, Frasnes-lez-Anvaing, Anvaing, Arc-Ainières, Cordes, Forest, Wattripont, Buissenal, Frasnes-lez-Buissenal, Hacquegnies, Herquegies, Montrœul-au-Bois, Moustier, Œudeghien, Dergneau i Saint-Sauveur. Limita amb els municipis d'Ath, Celles, Ellezelles, Leuze-en-Hainaut, Mont-de-l'Enclus, Renaix i Tournai.